# Маріо Бертіні
Маріо Бертіні (італ. Mario Bertini, * 7 січня 1944, Прато) — колишній італійський футболіст, опорний півзахисник.
Насамперед відомий виступами за клуби «Фіорентина» та «Інтернаціонале», а також національну збірну Італії.
Чемпіон Італії. Володар Кубка Італії. 

## Клубна кар'єра
Вихованець футбольної школи клубу «Прато». Дорослу футбольну кар'єру розпочав 1962 року в основній команді того ж клубу, в якій провів один сезон, взявши участь лише у 3 матчах чемпіонату. 
Протягом 1963—1964 років захищав кольори команди клубу «Емполі».
Своєю грою за останню команду привернув увагу представників тренерського штабу клубу «Фіорентина», до складу якого приєднався 1964 року. Відіграв за «фіалок» наступні чотири сезони своєї ігрової кар'єри. Більшість часу, проведеного у складі «Фіорентини», був основним гравцем команди. За цей час виборов титул володаря Кубка Італії.
1968 року уклав контракт з клубом «Інтернаціонале», у складі якого провів наступні дев'ять років своєї кар'єри гравця.  Граючи у складі «Інтернаціонале» також здебільшого виходив на поле в основному складі команди. За цей час додав до переліку своїх трофеїв титул чемпіона Італії.
Завершив професійну ігрову кар'єру у нижчоліговому клубі «Ріміні», за команду якого виступав протягом 1977—1978 років.

## Виступи за збірну
1966 року дебютував в офіційних матчах у складі національної збірної Італії. Протягом кар'єри у національній команді, яка тривала 7 років, провів у формі головної команди країни 25 матчів, забивши 2 голи. У складі збірної був учасником чемпіонату світу 1970 року у Мексиці, де разом з командою здобув «срібло».

## Титули і досягнення
- Чемпіон Італії (1):

«Інтернаціонале»:  1970–71
- Володар Кубка Італії (1):

«Фіорентіна»:  1965–66
- Віце-чемпіон світу: 1970